# Медицински изделия
Медицинските изделия включват технологични изделия, използвани за медицинско лечение на пациенти, за диагностика, лечение или хирургични операции. Медицинските изделия постигат ефекта, за който са предназначени основно
физически, за разлика от лекарствата чието въздействие е най-вече химическо.
Медицинските изделия включват много продукти, като например устройства за медицински изображения, термометър, рентгенови апарати, ултразвук, анестезия, ендоскопия, различни компютърни системи и други.
Дизайнът на медицински изделия, представлява голям сегмент от областта на биомедицинското инженерство. Сред водещите компании в разработването на медицински изделия, могат да бъдат посочени Siemens, GE, Philips, Johnson & Johnson, Boston Scientific, Medtronic, и Olympus.